# 友竹正則
友竹 正則（ともたけ まさのり、1931年〈昭和6年〉10月9日 - 1993年〈平成5年〉3月23日）は、日本の声楽家・バリトン歌手・詩人。広島県福山市出身。

## 来歴・人物
広島県福山南高等学校（現・広島県立福山葦陽高等学校）から国立音楽大学声楽科に進み、卒業後二期会に所属。1955年、「カルメン」のモラレス役でオペラデビュー。
1960年、キングレコード専属となる。その後、童謡・オペラ・ミュージカルなど幅広く活躍し多くの人に親しまれた。
1979年1月から1981年12月まで、料理番組『くいしん坊!万才』で3代目レポーターを務めた。しかし大の梅干し嫌いであったため、番組内で梅干しが出された際も断るわけにはいかず、結局苦渋の表情で食べるシーンが後年の「NG大賞」などでも放送された。
また、「友竹辰（ともたけ たつ）」の筆名で詩人としても活動し、大岡信・谷川俊太郎らと詩の同人誌「櫂（かい）」に参加。『声の歌』などの詩集を刊行。なお、郷里の福山女子高校（現・銀河学院高等学校）の校歌を作詞・作曲している。
1984年2月16日にはTBS系『ザ・ベストテン』に「わらべ」の「もしも明日が…。」のコーラスとして出演したことがある。
1986年頃から内臓疾患のため入退院を繰り返したが、舞台・テレビなどに出演を続けた。
1993年3月19日に最後の舞台となったミュージカル「人生はこれからだ」に出演。その4日後の1993年3月23日、肝臓癌で逝去。享年61。勲四等瑞宝章追贈。

## ディスコグラフィー

### シングル
- 城ヶ島の雨（キングレコード EB-694）
- 花笠おどり（キングレコード EB-732、1962年） - 「井口小夜子、友竹正則」名義
  - 三橋美智也、下谷二三子の「てもても音頭」B面曲。
- 海をこえて友よきたれ（キングレコード ED-88、1963年） - 「友竹正則、ヴォーチェ・アンジェリカ」名義
  - NHK制定 東京オリンピックの歌。片面は三橋美智也の「東京五輪音頭」。
- お山の交通ごっこ（キングレコード、ED-171）※「お山の交通ごっこ」は「友竹正則、中野慶子、楠トシエ」名義
  - 片面は中野慶子（ソロ）の「あかるい花ぞの」。
- チャメコの一日（キングレコード AS-21、1965年） - 「楠トシエ、友竹正則」名義
- 巨人の星（キングレコード BS-722、1967年） - 「友竹正則、ボニージャックス」名義
  - 漫画『巨人の星』イメージソング。片面は石川進の「天才バカボン」。
- チキ・チキ・バン・バン（キングレコード BS-7180、1968年） - 「ペギー葉山、友竹正則、東京少年少女合唱隊」名義
  - 映画『チキ・チキ・バン・バン』日本語版主題歌
- 若い力（キングレコード ES(H)-56、1971年） - 「友竹正則、真理ヨシコ」名義

### シングル（委託盤）
- 竹田市の歌（キングレコード NCS-23、1965年）
  - NHK『ふるさとの町』より。片面は春日八郎、大月みやこの「よっちょくれ」。
- 倉敷市歌（キングレコード NS-259）
- 群馬県の歌（キングレコード NCS-1122） - 「友竹正則、藤田みどり」名義
- 福山市民の歌（キングレコード NCS-1177）
  - 芹洋子の「流れによせる川（芦田川）」のB面曲。
- 集英社・社歌

### アルバム
- バラ色の街で（キングレコード SKK-182）
- 友竹正則 日本の郷愁を歌う（キングレコード SKF-102、1967年）
- 赤とんぼ 友竹正則童謡集（キングレコード CNT-1883、1988年）[1]
- 友竹正則童謡集“ぞうさん”（CBS・ソニー 32DG-5061、1989年6月21日）[2]
- 心のうた（キングレコード KICS-322、1993年6月23日）

### その他
- 不思議な気持 - 『ミュージカルアニメーション あしながおじさん うたとおはなし』（日本コロムビア CS-7155、1979年）収録

## 出演

### テレビ番組
- みんなの歌、たのしい歌（NET(現・テレビ朝日)）
- うたのおじさん（NHK）- この番組で童謡「大きな栗の木の下で」を彼が動作付きで歌ったのがきっかけで、日本に広まったといわれる。
- ドレミファ船長（NHK）
- でんわで相談10時半（東京12チャンネル）
- 奥さまクッキング（フジテレビ、1977年10月 - 1978年9月）- 毎週金曜日「世界の自慢料理」司会と聞き手
- ザ・ベストテン (TBS) 1984年2月16日放送
- くいしん坊!万才（フジテレビ）

### テレビドラマ
- 生徒諸君!（テレビ朝日、1980年9月 - 1981年3月） - 蒔枝校長 役
- 明日（日本テレビ開局35周年記念ドラマ）
- 月曜ドラマランド 包丁人味平（フジテレビ、1986年） - 特別出演
- 明日-1945年8月8日・長崎（日本テレビ、1988年8月9日） - 三浦泰一郎 役
- 天までとどけ 2（TBS、1992年） - 中山修三 役

### ラジオ番組
- 友竹正則のお早ようニッポン（ニッポン放送）
- 友竹正則のあいち・ディスク・スカッシュ（FM愛知）
- 友竹正則のダンディータイムズ（JFN）

### 吹き替え
- シンデレラ（ウォルト・ディズニー・プロダクション） - プリンス・チャーミング
- '84小樽博覧会 くらしの百科館「ホクレンメロディーランド キッチンミュージカル」

### 人形劇
- ネコジャラ市の11人（1970年 - 1973年）  - ドントシャリアピンステーキ・シングライクカルーソー 役

### 舞台
- ラ・マンチャの男（1969年 - 1989年） - 神父 役

### CM
- トヨタ自動車 クラウン（1971年）
- シマダヤ うどん（1980年代）

### NHKみんなのうた
▲はラジオのみの放送、△はNHK衛星第2テレビ『なつかしのみんなのうた』での放送。
| 初放送                                                                     | 曲目               | デュエット                        | 再放送 |
| -------------------------------------------------------------------------- | ------------------ | --------------------------------- | --- |
| 1963年（昭和38年）2月 - 3月                                                | 春が呼んでるよ     | 東京放送児童合唱団 東京混声合唱団 | 2006年（平成18年）8月16日・11月19日△ 2007年（平成19年）1月1日・3月24日・10月28日・11月15日△ 2008年（平成20年）8月1日△              |
| 1963年（昭和38年）10月 - 11月                                              | おまつり           | 西六郷少年少女合唱団              | 2021年（令和3年）10月▲ |
| 1965年（昭和40年）2月 - 3月 1973年（昭和48年）12月 - 1974年（昭和49年）1月 | こなひきのおじさん | 杉並児童合唱団                    | （なし） |
| 1965年（昭和40年）4月 - 5月 1974年（昭和49年）2月 - 3月                    | はさみとぎ         | 杉並児童合唱団                    | （詳細） |
| 1966年（昭和41年）4月 - 5月                                                | チムチムチェリー   | 杉並児童合唱団                    | 1966年（昭和41年）10月 - 11月 2006年（平成18年）8月24日・12月13日△ 2007年（平成19年）1月2日△ 2021年（令和3年）12月（ワンコーラス） |
| 1968年（昭和43年）2月 - 3月                                                | パパのバイオリン   | 杉並児童合唱団                    | 1971年（昭和46年）2月 - 3月 2016年（平成28年）8月 - 9月▲ 2025年（令和7年）2月 - 3月                                                |
| 1969年（昭和44年）2月 - 3月                                                | 鬼のねがい         | みすず児童合唱団                  | （なし） |
| 1990年（平成2年）12月 - 1991年（平成3年）1月                               | 先生は走る         | 東京放送児童合唱団                | 1992年（平成4年）12月 - 1993年（平成5年）1月▲ 2016年（平成28年）12月 - 2017年（平成29年）1月▲                                      |

## 受賞歴
- 1955年 第24回日本音楽コンクール 声楽部門第2位
- 1976年 第27回芸術選奨新人賞
- 1978年 菊田一夫演劇賞
- 1992年 日本童謡賞特別賞

## 著書
- 『オトコの料理』三月書房、1977年6月20日。NDLJP:12101985。
- 『いい味いい旅あまたたび』六興出版、1986年12月25日。NDLJP:12101634。
- 日本人万歳